# Rowy (Bondyrz)
Rowy – część wsi Bondyrz w Polsce położona w województwie lubelskim, w powiecie zamojskim, w gminie Adamów.
W latach 1975–1998 Rowy administracyjnie należały do województwa zamojskiego.